# Vallentuna landskommun
Vallentuna landskommun var en kommun i Stockholms län.

## Administrativ historik
Den bildades 1863 i Vallentuna socken i Vallentuna härad i Uppland.
Vid kommunreformen 1952 inkorporerades Frösunda landskommun, Markims landskommun och Orkesta landskommun.
Landskommunen uppgick 1971 i den nybildades Vallentuna kommun.

### Kyrklig tillhörighet
I kyrkligt hänseende tillhörde kommunen Vallentuna församling. Den 1 januari 1952 tillkom Frösunda församling, Markims församling och Orkesta församling.

## Kommunvapen
Blasonering: Sköld delad av silver, vari en röd örn, och av grönt, vari en bila av guld mellan två sexuddiga stjärnor, likaledes av guld.
Vapnet skapades efter sammanläggningen 1952. Symbolerna hämtades ur Vallentuna och Seminghundra häraders sigill. 

## Geografi
Vallentuna landskommun omfattade den 1 januari 1952 en areal av 157,15 km², varav 152,26 km² land. Efter nymätningar och arealberäkningar färdiga den 1 januari 1955 omfattade landskommunen den 1 november 1960 en areal av 157,45 km², varav 153,77 km² land.

### Tätorter i kommunen 1960
I Vallentuna landskommun fanns tätorten Vallentuna, som hade 3 517 invånare den 1 november 1960. Tätortsgraden i kommunen var då 64,8 procent.

## Politik

### Mandatfördelning i valen 1938-1966
| 9 | 2 | 9 |

| 20 |

| 9 | 11 |

| 18 |

| 2 | 9 | 4 | 2 | 3 |

| 19 |

|  | 15 | 8 | 7 | 4 |

| 32 |

|  | 14 | 6 | 9 | 5 |

| 29 | 6 |

|  | 14 | 6 | 6 | 8 |

| 28 | 7 |

|  | 15 | 5 | 7 | 7 |

| 28 | 7 |

| 2 | 13 | 5 | 7 |  | 7 |

| 29 | 6 |